# Nikolas Tombazis
Nikolas Tombazis oder Nikos Tombazis (griechisch Νίκος Τομπάζης, * 22. April 1968 in Athen) ist ein griechischer Automobildesigner und Konstrukteur. Momentan arbeitet er bei der FIA und ist einer der technischen Verantwortlichen.

## Biografie
Nikolas Tombazis studierte am Imperial College London und machte dort seinen Abschluss als Ingenieur. Anschließend war er von 1992 bis 1995 für Benetton tätig und arbeitete ab 1997 für Ferrari. Tombazis wechselte 2004 von Ferrari zu McLaren, in der Hoffnung, dort nach Adrian Neweys Abgang ihm als Technischer Direktor zu folgen. Als dies nach dessen Weggang zu Red Bull Racing nicht stattfand, wechselte er 2006 wieder zu Ferrari, was bis zu einer Pressekonferenz bei Ferrari durch McLaren noch lange bestritten wurde. Dort wurde er Chefdesigner der Scuderia Ferrari. Im Dezember 2014 wurde er im Zuge weitreichender Umstrukturierungen im Team entlassen und durch Simone Resta ersetzt. 2016 arbeitete Tombazis zusammen mit Pat Fry für Manor Racing. Seit März 2018 arbeitet er bei der FIA als Head of Single-Seater Technical Matters und verantwortet dabei alle technischen Belange im Monoposto-Bereich.